# 类蜀黍属
类蜀黍属（学名：Euchlaena）是禾本科下的一个属。该属共有2－3种，原产于墨西哥和中美。